# Inspecteur Grey
Pour plus de détails, voir Fiche technique et Distribution.
Inspecteur Grey est un film français réalisé par Maurice de Canonge, sorti en 1936.

## Synopsis
Un crime a été commis. Deux policiers aux personnalités fort différentes sont chargés de l'enquête. Celle-ci se révèle compliquée, le coupable étant presque insoupçonnable.

## Fiche technique
- Titre : Inspecteur Grey
- Réalisation : Maurice de Canonge
- Scénario : Maurice de Canonge, d'après le roman d'Alfred Gragnon
- Photographie : André Dantan
- Décors : Émile Duquesne
- Société de production : Société des Films d'Aventures
- Pays d'origine :  France
- Format :  Noir et blanc - son mono
- Genre : Policier
- Durée : 84 minutes
- Date de sortie : 
  - France : 22 mai 1936

## Distribution
- Maurice Lagrenée : l'inspecteur Grey
- Colette Broïdo : Hélène
- Paule Dagrève : Monique
- Raymond Maurel : Dupré
- Jean Brochard : l'inspecteur Poussin
- Alexandre Mihalesco : Brown
- Fernand Mailly : le commissaire
- Nicole Ray : Amandine
- Gabrielle Rosny